# ساند، چشر
ساند (به انگلیسی: Sound) یک روستا و محله مدنی در بریتانیا است که در چشر شرقی واقع شده‌است. ساند ۲۳۹ نفر جمعیت دارد.